# Das Klima
Das Klima ist der Titel einer Sonderausstellung im LWL-Museum für Naturkunde in Münster. Die Laufzeit war ursprünglich auf das Zeitfenster 15. Juni 2022 bis 15. Oktober 2023 angesetzt, wurde aber bis 14. Januar 2024 verlängert.

## Hintergrund
Mitte Dezember 2021 stellte der Landschaftsverband Westfalen-Lippe (LWL) seine für das Jahr 2022 geplanten Sonderausstellungen vor, darunter Das Klima ab Mitte Juni im LWL-Museum für Naturkunde in Münster. Die Ausstellungsfläche wurde mit rund 1000 Quadratmetern angekündigt und inhaltlich sollten Exponate aus verschiedenen Teilen der Welt sowohl die klimatische Vergangenheit Westfalens als auch des Planeten vorstellen. Entwickelt wurde das Ausstellungskonzept von Juliane Lenz und Carolina Blomenkamp zusammen mit Kuratorin Lisa Wong; die Ausstellungsleitung übernahm Sebastian Koch. Fördermittel steuerten die LWL-Kulturstiftung sowie die Stiftung der Sparkasse Münsterland Ost bei.
Insgesamt zwei Jahre hatten Museumsmitarbeiter Wissen und Informationen für die Sonderausstellung zusammengetragen. Letztendlich fanden dann rund 450 Objekte zum Thema Klima und Wetter, Klimaforschung und Klimawandel Eingang in die Ausstellung, darunter das Modell eines Wettersatelliten, ein für das Museum erstelltes 8,5 Meter breites Wandbild zum Thema Klimaflucht und ein 2,6 Milliarden altes Fossil, der Stromatolith.
Eigenen Angaben zufolge verzeichnete das LWL-Museum für Naturkunde sechs Monate nach Beginn der Sonderausstellung den 100.000 Besucher.